# Liste der Biografien/Deli
Liste der Biografien |
Portal Biografien |
Personensuche
# |
A |
B |
C |
D |
E |
F |
G |
H |
I |
J |
K |
L |
M |
N |
O |
P |
Q |
R |
S |
T |
U |
V |
W |
X |
Y |
Z |
?
 
Da |
Db |
Dc |
Dd |
De |
Dg |
Dh |
Di |
Dj |
Dk |
Dl |
Dm |
Dn |
Do |
Dq |
Dr |
Ds |
Du |
Dv |
Dw |
Dy |
Dz
 
De A |
De B |
De C |
De D |
De E |
De F |
De G |
De H |
De J |
De K |
De L |
De M |
De N |
De P |
De Q |
De R |
De S |
De T |
De V |
De W |
De Y |
De Z 

Dea |
Deb |
Dec |
Ded |
Dee |
Def |
Deg |
Deh |
Dei |
Dej |
Dek |
Del |
Dem |
Den |
Deo |
Dep |
Deq |
Der |
Des |
Det |
Deu |
Dev |
Dew |
Dex |
Dey |
Dez
 
Dela |
Delb |
Delc |
Deld |
Dele |
Delf |
Delg |
Delh |
Deli |
Delj |
Delk |
Dell |
Delm |
Deln |
Delo |
Delp |
Delr |
Dels |
Delt |
Delu |
Delv |
Delw |
Dely |
Delz
Die Liste der Biografien führt alle Personen auf, die in der deutschsprachigen Wikipedia einen Artikel haben. Dieses ist eine Teilliste mit 147 Einträgen von Personen, deren Namen mit den Buchstaben „Deli“ beginnt.

## Deli
- Deli Mustafa Ağa, türkischer Widerstandskämpfer gegen den Völkermord an den Armeniern
- Deli, Andor (* 1977), ungarischer Politiker
- Deli, Dilara Soley (* 2002), türkische Fußballnationalspielerin
- Deli, Musa (* 1982), deutsch-türkischer Sozialpsychologe und Buchautor
- Deli, Rita (* 1972), ungarische Handballspielerin und -trainerin
- Deli, Xenia (* 1989), moldauisches Model

### Delia
- DeLía (* 1981), deutsche Popsängerin
- Delia, Adrian (* 1969), maltesischer Politiker
- D’Elia, Chris (* 1980), US-amerikanischer Komiker und SchauspielerChris D’Elia (* 1980)

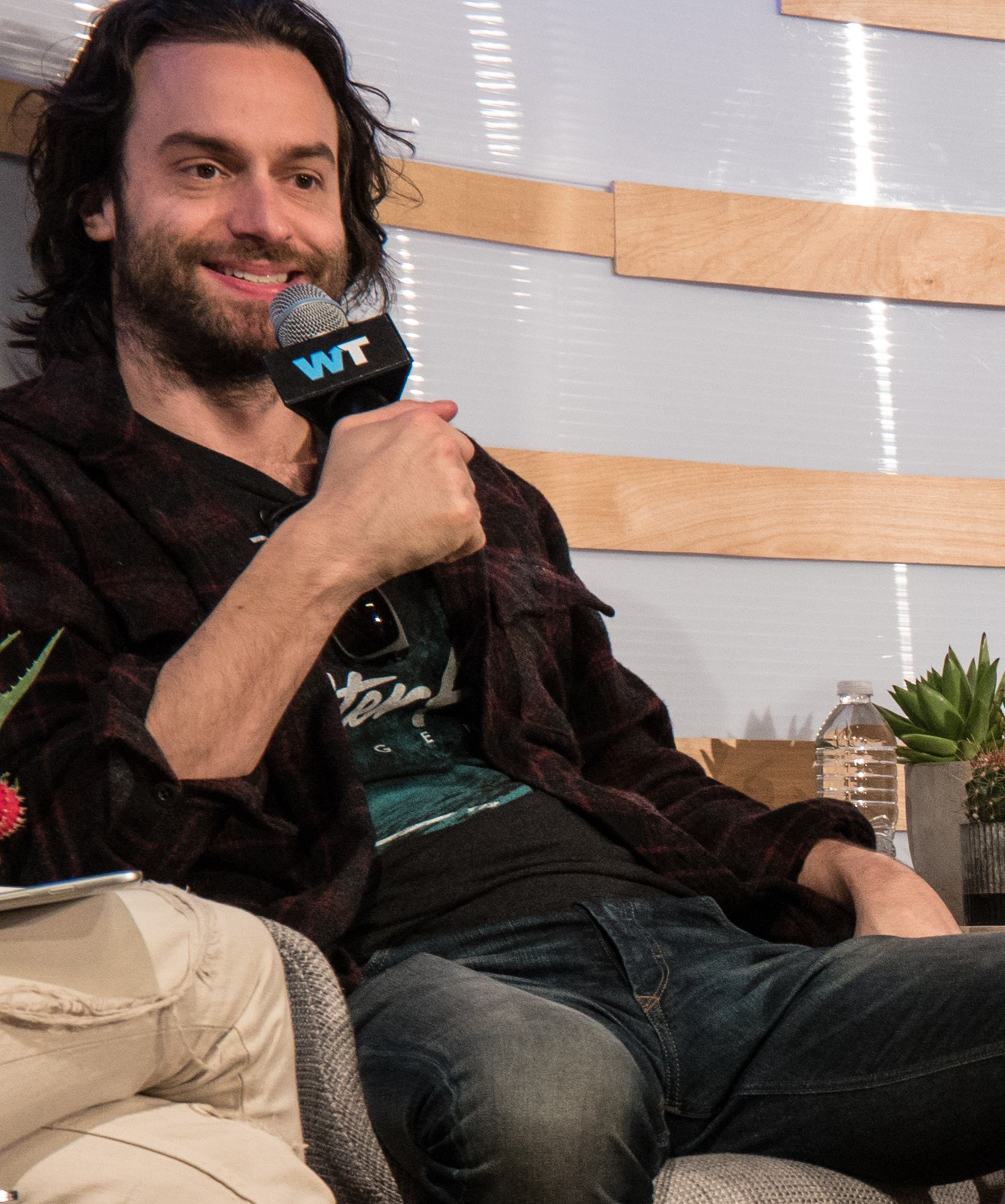
Chris D’Elia (* 1980)

- Delia, Collin (* 1994), US-amerikanischer Eishockeytorwart
- D’Elia, Fabio (* 1983), liechtensteinischer Fussballspieler
- D’Elía, José (1916–2007), uruguayischer Politiker und Gewerkschafter
- Delia, Moira (* 1971), maltesische Moderatorin und Schauspielerin
- D’Elía, Silvina (* 1986), argentinische Hockeyspielerin
- Deliallisi, Fatbardh (1932–2011), albanischer Fußballspieler
- Delias, Anestis (1912–1944), griechischer Sänger und Bouzouki-Interpret
- Deliautaitė, Karolina (* 1995), litauische Sprinterin

### Delib
- Delibalta, Oktay (* 1985), türkischer Fußballspieler
- Delibaş, Orhan (* 1971), niederländischer Boxer türkischer Herkunft
- Delibašić, Andrija (1981–2025), montenegrinischer Fußballspieler
- Delibašić, Mirza (1954–2001), jugoslawischer Basketballspieler
- Delibašić, Vasilije (* 2003), montenegrinischer Fußballspieler
- Delibes, Léo (1836–1891), französischer Komponist
- Delibes, Miguel (1920–2010), spanischer Schriftsteller

### Delic
- Delić, Amer (* 1982), bosnischer Tennisspieler
- Đelić, Božidar (* 1965), serbischer Politiker und Finanzexperte
- Delić, Dino (* 2008), bosnischer Fußballspieler
- Delić, Hazim (* 1964), bosniakischer Gefangenenlager-Kommandeur und Kriegsverbrecher
- Delić, Jovan (* 1949), serbischer Literaturwissenschaftler
- Delić, Mate (* 1993), kroatischer Tennisspieler
- Delić, Rasim (1949–2010), bosnischer Militär, Oberkommandierender der bosnischen ArmeeRasim Delić (1949–2010)

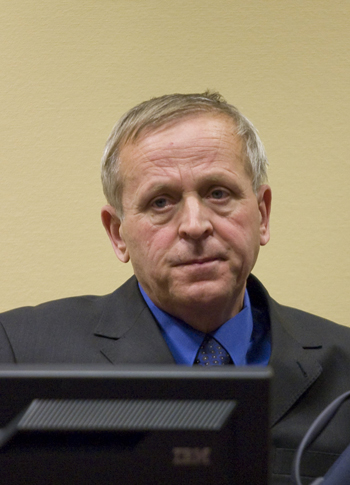
Rasim Delić (1949–2010)

- Delicado Baeza, José (1927–2014), spanischer Geistlicher, römisch-katholischer Erzbischof von Valladolid
- Delice, Patrick (* 1967), Sprinter aus Trinidad und Tobago
- Deliciously Ella (* 1991), britische Foodbloggerin, Buchautorin und Markengründerin

### Delie
- Delie, Marie-Laure (* 1988), französische Fußballspielerin
- Deliech, Nyandeng Malek (* 1964), südsudanesische Politikerin
- Deliège, Paul (1931–2005), belgischer Comiczeichner und Comicautor
- Deliën, Maria van der († 1673), niederländische Dichterin
- Delienne, Pierrot (* 1954), haïtianischer Jurist und Politiker
- Delierre, Shawn (* 1982), kanadischer Squashspieler

### Delig
- Deligiannis, Dimitrios (* 1873), griechischer Leichtathlet
- Deligiannis, Nikolaus († 1910), griechischer Politiker und Ministerpräsident
- Deligiannis, Theodoros (1820–1905), griechischer Ministerpräsident
- Deligiorgis, Epaminondas (1829–1879), griechischer Ministerpräsident
- Deligne, Michel (* 1938), belgischer Comichändler und Verleger
- Deligne, Pierre (* 1944), belgischer Mathematiker
- Deligny, Édouard Jean Etienne (1815–1902), französischer General
- Deligny, Fernand (1913–1996), französischer Sozialpsychologe
- Deligöz, Ekin (* 1971), deutsche Politikerin (Bündnis 90/Die Grünen), MdB, VerwaltungswissenschaftlerinEkin Deligöz (* 1971)

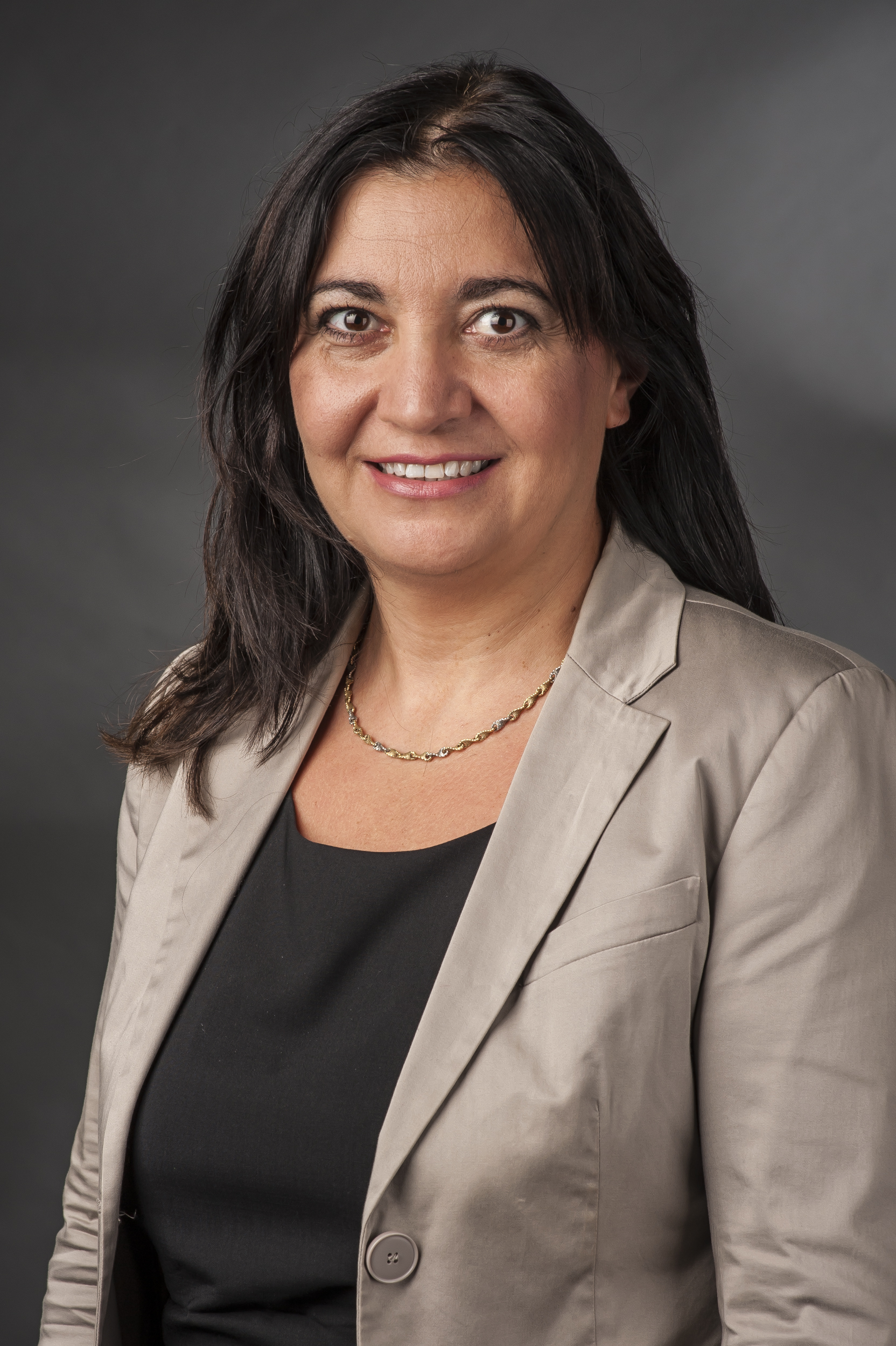
Ekin Deligöz (* 1971)

### Delij
- Delijani, Sahar (* 1983), iranische Schriftstellerin

### Delik
- Delikaris, Georgios (* 1951), griechischer Fußballspieler
- Deliktaş, Serdar (* 1986), türkischer Fußballtorspieler

### Delil
- Delila, biblische Person aus PhilistäaDelila

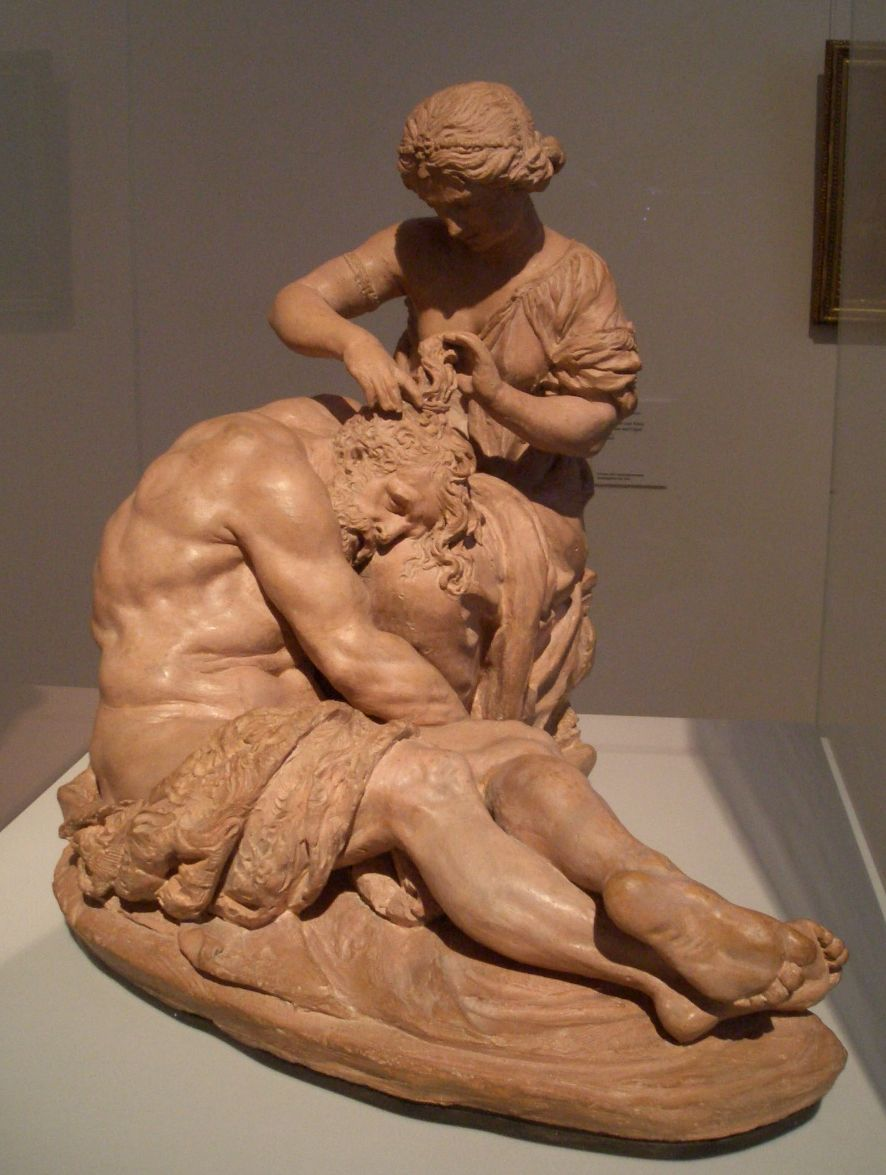
Delila

- Delilah, Maya (* 2000), britische Musikerin (Singer-Songwriter, Gitarre)
- Delilaj, Manuela (* 1966), albanische Sportschützin
- Delille, Jacques (1738–1813), französischer Dichter
- DeLillo, Don (* 1936), US-amerikanischer Schriftsteller

### Delim
- Deliman, Edward M. (* 1947), US-amerikanischer römisch-katholischer Geistlicher und emeritierter Weihbischof in Philadelphia
- Delimchanow, Adam Sultanowitsch (* 1969), russischer Politiker

### Delin
- Delin, Albert (1712–1771), flämischer Cembalobauer
- Delin, Pierre (* 1924), französischer Jazzmusiker (Schlagzeug)
- Delininkaitis, Tomas (* 1982), litauischer Basketballspieler

### Delio
- Delion, Gilles (* 1966), französischer Radrennfahrer

### Delir
- Delire, Jean (1930–2000), belgischer Filmregisseur

### Delis
- Delís, Luis (* 1957), kubanischer Diskuswerfer
- Delise, Giovanni (1907–1947), italienischer Ruderer
- Deliser, Arturo (* 1997), panamaischer Sprinter
- Delisfort, Willerm (* 1983), US-amerikanischer Jazzmusiker
- Delisle de La Drevetière, Louis-François (1682–1756), französischer Schriftsteller
- Delisle de Sales, Jean-Baptiste-Claude (1741–1816), französischer Schriftsteller und Philosoph
- Delisle, Auguste (1908–2006), kanadischer Ordensgeistlicher und römisch-katholischer Bischof von Lokoja
- Delisle, Claude (1644–1720), französischer Geograph und Historiker
- DeLisle, Grey (* 1973), US-amerikanische SchauspielerinGrey DeLisle (* 1973)

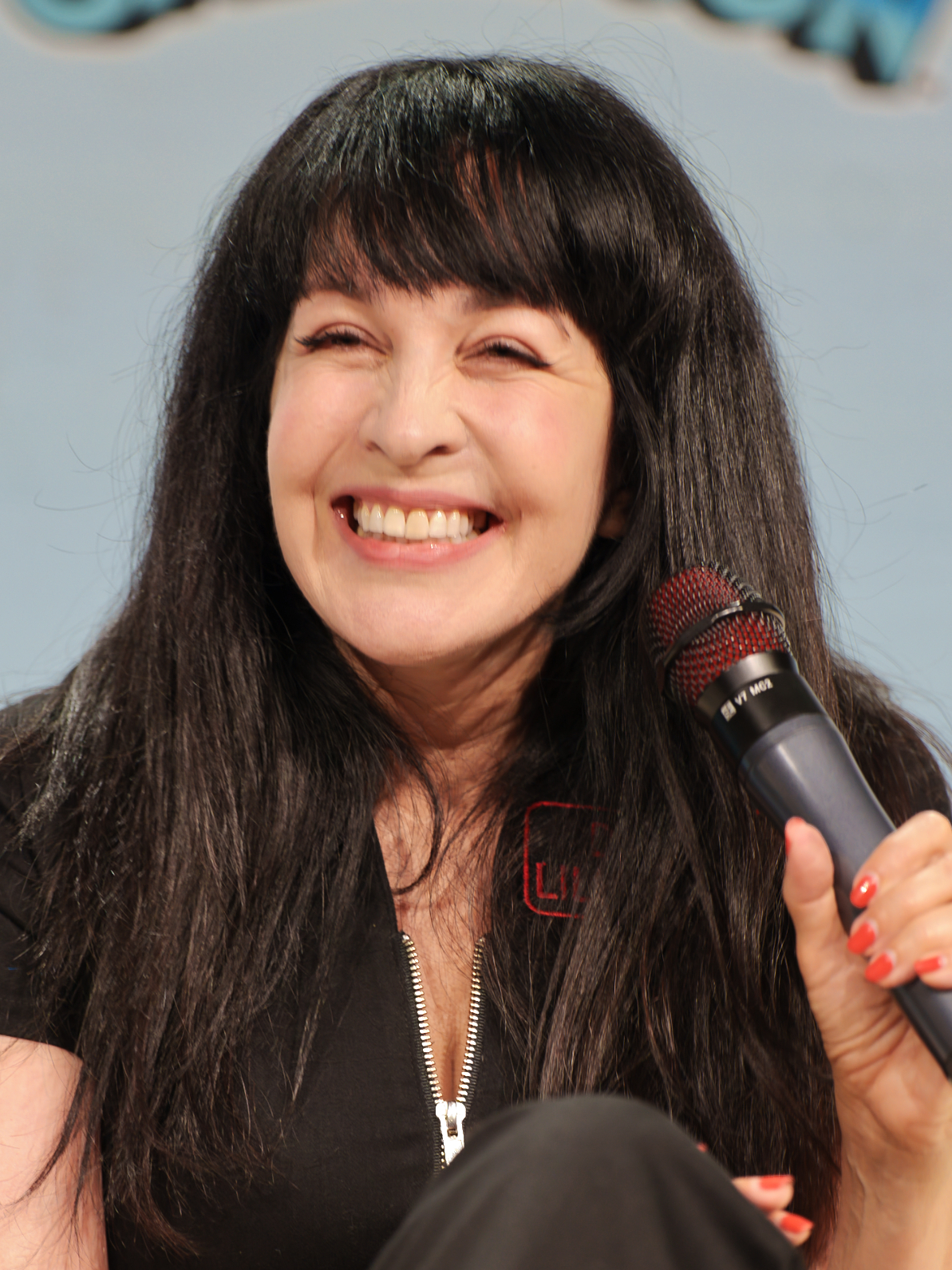
Grey DeLisle (* 1973)

- Delisle, Guillaume (1675–1726), französischer Kartograph
- Delisle, Guy (* 1966), kanadischer Comiczeichner
- Delisle, Jonathan (1977–2006), kanadischer Eishockeyspieler
- Delisle, Joseph-Nicolas (1688–1768), Astronom
- Delisle, Karl (1827–1909), deutscher Ingenieur, Abgeordneter der Zweiten Badischen Kammer
- Delisle, Léopold Victor (1826–1910), französischer Historiker und Bibliothekar
- Delisle, Oskar (1873–1944), deutscher Architekt
- Delisle, Raymond (1943–2013), französischer Radrennfahrer
- Deliss, Clémentine (* 1960), österreichisch-französische Kuratorin und Museumsleiterin
- Delisse, Jacques (1773–1856), französischer Apotheker und Botaniker
- Delissen, Doddy (1904–1987), österreichische Tänzerin, Diseuse und Filmschauspielerin
- Delissen, Marc (* 1965), niederländischer Hockeyspieler

### Delit
- Delitsch, Hermann (1869–1937), deutscher Schriftgestalter und Grafiker in Leipzig
- Delitsch, Otto (1821–1882), deutscher Geographieprofessor und Religionslehrer
- Delitz, Eugen von (1820–1888), preußischer Generalmajor
- Delitz, Frank (1939–2003), deutscher Heimatforscher
- Delitz, Friederike Luise (1791–1813), preußische Brandstifterin
- Delitz, Friedrich von (1789–1848), preußischer Generalmajor
- Delitz, Heike (* 1974), deutsche Soziologin und Hochschullehrerin
- Delitz, Leo (1882–1966), österreichischer Maler
- Delitzsch, Franz (1813–1890), deutscher lutherischer Theologe und ProfessorFranz Delitzsch (1813–1890)

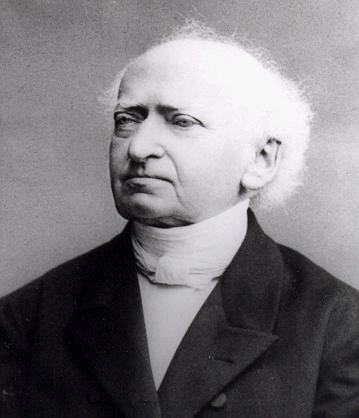
Franz Delitzsch (1813–1890)

- Delitzsch, Friedrich (1850–1922), deutscher Assyriologe
- Delitzsch, Kurt (1885–1945), deutscher Jurist

### Deliu
- Deliu, Albina (* 2000), kosovarische Leichtathletin
- Deliu, Andrei (* 1993), rumänischer Hochspringer
- Delius, Anton (1850–1936), Oberbürgermeister der Stadt Siegen
- Delius, Carl (1846–1914), deutscher Unternehmer in der Textilindustrie und Politiker
- Delius, Carl (1874–1953), deutscher Politiker (DDP), MdR
- Delius, Carl Albrecht (1827–1915), deutscher Seidenwarenfabrikant
- Delius, Christian Heinrich (1778–1840), deutscher Archivar und Historiker
- Delius, Christoph Diedrich Arnold (1742–1819), deutscher Kaufmann und Diplomat
- Delius, Christoph Traugott (1728–1779), deutscher Bergbauwissenschaftler
- Delius, Conrad (1881–1945), deutscher Verwaltungsjurist
- Delius, Conrad Wilhelm (1751–1834), Bürgermeister und Abgeordneter
- Delius, Conrad Wilhelm (1807–1897), deutscher Textilindustrieller
- Delius, Daniel, deutscher Sportjournalist
- Delius, Daniel Adolf (1728–1809), deutscher Unternehmer
- Delius, Daniel Heinrich (1773–1832), preußischer Regierungspräsident
- Delius, Ernst August (1763–1839), deutscher Unternehmer und Leinenhändler
- Delius, Ernst von (1912–1937), deutscher Rennfahrer der „Auto-Union“
- Delius, Frederick (1862–1934), britischer KomponistFrederick Delius (1862–1934)

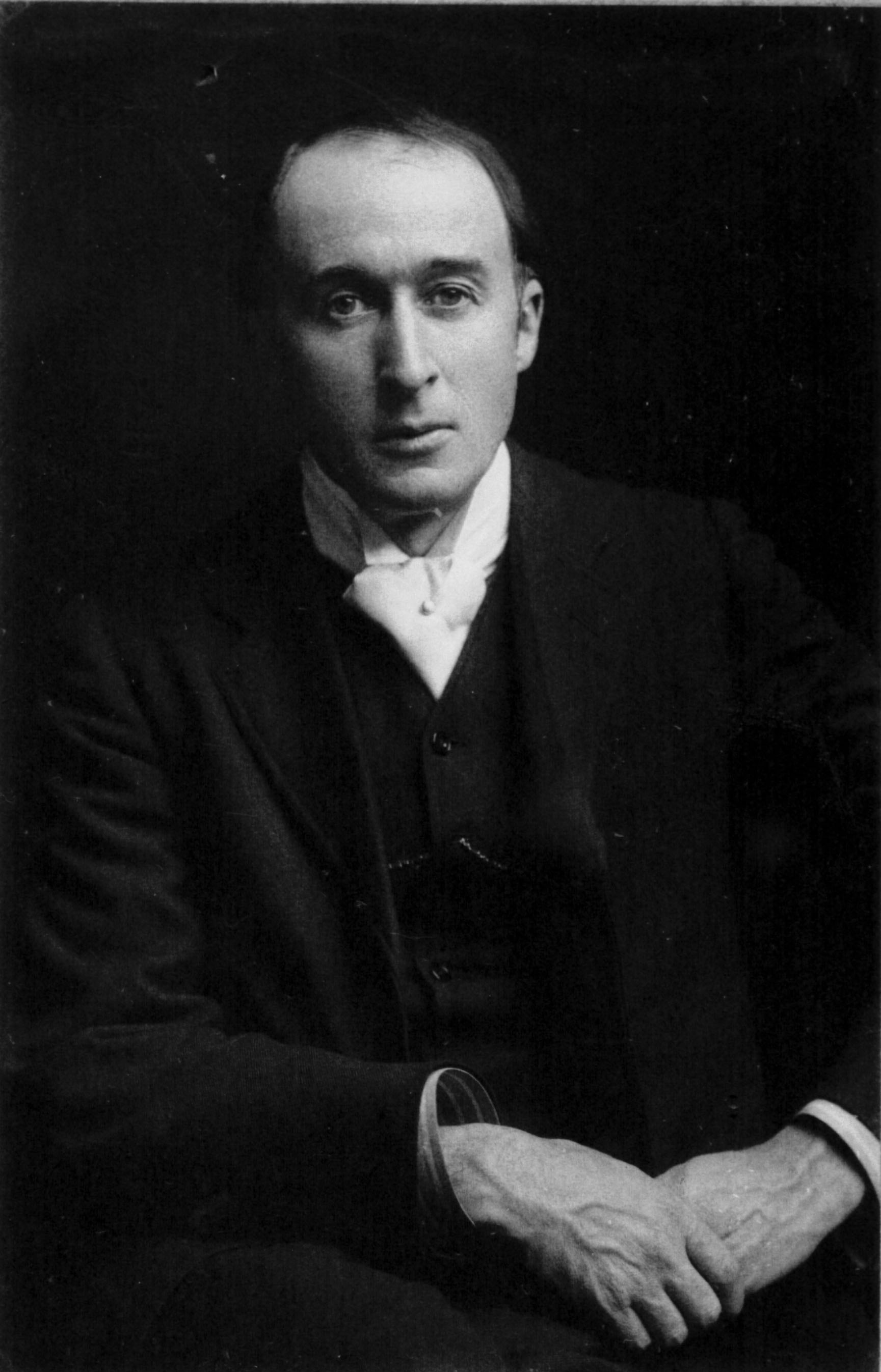
Frederick Delius (1862–1934)

- Delius, Friedrich Christian (1943–2022), deutscher SchriftstellerFriedrich Christian Delius (1943–2022)

Friedrich Christian Delius (1943–2022)

- Delius, Friedrich von (1881–1967), deutscher Bergwerksdirektor
- Delius, Fritz (1887–1957), deutscher Manager
- Delius, Fritz (1890–1966), deutscher Schauspieler
- Delius, Gottfried (1802–1886), deutscher Unternehmer
- Delius, Gustav (1794–1872), deutscher Unternehmer und Kommunalpolitiker
- Delius, Heinrich (1877–1947), deutscher Reichsgerichtsrat
- Delius, Heinrich Anton (1807–1896), deutscher Textilindustrieller und Gutsbesitzer
- Delius, Heinrich Friedrich (1720–1791), deutscher Mediziner
- Delius, Hermann (1819–1894), deutscher Unternehmer und Politiker, MdR
- Delius, Hermann (1854–1941), preußischer Generalleutnant
- Delius, Hildegard (1896–1955), deutsche Malerin
- Delius, Johann Caspar (1693–1756), deutscher Kaufmann
- Delius, Karl (1877–1962), deutscher Fotograf und Medienunternehmer
- Delius, Karl von (1840–1907), deutscher Landrat
- Delius, Käthe (1893–1977), deutsche Hauswirtschafterin
- Delius, Ludwig (1807–1888), preußischer Beamter und liberaler Politiker
- Delius, Ludwig Georg (1807–1866), deutscher Überseekaufmann
- Delius, Mara (* 1979), deutsche Literaturwissenschaftlerin und -kritikerin sowie JournalistinMara Delius (* 1979)

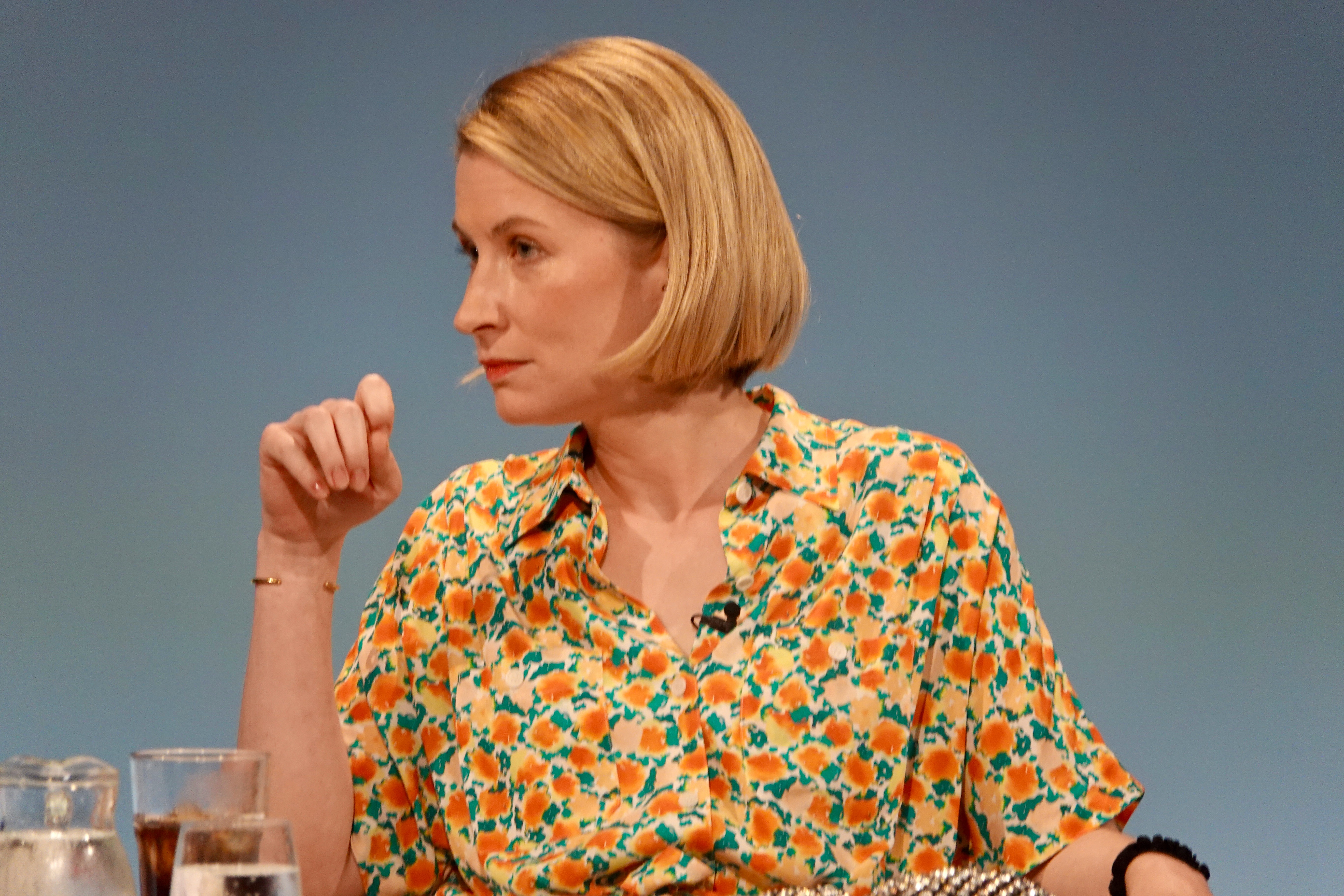
Mara Delius (* 1979)

- Delius, Martin (* 1984), deutscher Politiker (Piraten, Linke), MdA
- Delius, Matthäus († 1565), deutscher Pädagoge
- Delius, Nikolaus (1813–1888), deutscher Anglist, Altphilologe und Shakespeare-Forscher
- Delius, Nikolaus (1926–2020), deutscher Flötist und Hochschullehrer
- Delius, Oskar (1846–1916), deutscher Architekt und hochrangiger preußischer Baubeamter in Berlin
- Delius, Rudolf von (1878–1946), deutscher Herausgeber, Schriftsteller und Philosoph
- Delius, Tobias (* 1964), britischer Jazzsaxophonist, Komponist und Klarinettist
- Delius, Walter (1884–1945), deutscher Verwaltungsjurist, Politiker und Oberbürgermeister von Wesermünde
- Delius, Walter (1899–1972), deutscher evangelischer Theologe und Kirchenhistoriker

### Deliw
- Deliwerska, Iwa (* 2008), bulgarische Leichtathletin

### Deliy
- Deliyska, Dora (* 1980), bulgarische Pianistin

### Deliz
- Delizée, Jean-Marc (* 1959), belgischer Politiker (PS)
- Delizée, Roger (1935–1998), belgischer Politiker (PS)
- DeLizia, Cara (* 1984), US-amerikanische Fernsehschauspielerin